# Station Hittfeld
Station Hittfeld (Haltepunkt Hittfeld) is een spoorwegstation in de Duitse plaats Hittfeld, gemeente Seevetal, in de deelstaat Nedersaksen. Het station ligt aan de spoorlijn Wanne-Eickel - Hamburg. Op het station stoppen alleen treinen van metronom. Het station telt twee perronsporen aan één eilandperron.

## Treinverbindingen
De volgende treinserie doet station Hittfeld aan:
| Serie | Treinsoort              | Route | Bijzonderheden |
| ----- | ----------------------- | --- | -------------- |
| RB 41 | Regionalbahn (metronom) | Hamburg Hbf – Hamburg-Harburg – Hittfeld – Buchholz (Nordheide) – Tostedt – Rotenburg (Wümme) – Bremen Hbf |                |